# Mycosphaerella irregularis
Mycosphaerella irregularis är en svampart som beskrevs av Cheew., K.D. Hyde & Crous 2008. Mycosphaerella irregularis ingår i släktet Mycosphaerella och familjen Mycosphaerellaceae.   Inga underarter finns listade i Catalogue of Life.